# Club Deportivo Universidad César Vallejo
Maillots
Actualités
Dernière mise à jour : 27 février 2025.
Le Club Deportivo Universidad César Vallejo est un club péruvien de football basé à Trujillo au nord du Pérou.

## Histoire
Fondé en 1996 sous l'appellation Club Deportivo Universidad César Vallejo en tant qu'équipe de football représentant l'Université César-Vallejo, le club dispute en 2004, pour la première fois, le championnat du Pérou de football mais est relégué dès l'année suivante. Champion de deuxième division en 2007, les Poetas retrouvent l'élite. Ils obtiennent des résultats honorables puisqu'ils arrivent à se qualifier deux fois d'affilée aux Copas Sudamericanas de 2010 et 2011. En 2011, ils se sauvent de la relégation à la dernière journée grâce à une victoire 1-0 sur le Juan Aurich, de la ville voisine de Chiclayo.
En 2012, le président de l'institution, César Acuña, décide de renommer le club Universidad César Vallejo Club de Fútbol. Durant cette année, l'équipe réussit la meilleure campagne de son histoire en championnat, en se hissant à la 3e place. Cela lui permet de disputer en 2013 la Copa Libertadores mais est rapidement éliminée lors du tour préliminaire aux mains du Deportes Tolima (1-2 sur l'ensemble des deux manches). 
Sous la houlette de l'entraîneur Franco Navarro, ex international péruvien, les Poetas connaissent leurs meilleurs résultats: ils atteignent les quarts de finale de la Copa Sudamericana 2014 (éliminés par les Colombiens de l'Atlético Nacional) et remportent en 2015 le Torneo del Inca en battant en finale l'Alianza Lima (3-1). Cette même année, ils atteignent pour la deuxième fois leur meilleur classement historique en championnat avec l'obtention de la 3e place qui leur confère une deuxième participation à la Copa Libertadores en 2016, mais ils ne peuvent franchir le 1er tour préliminaire (élimination face au São Paulo FC sur un score global de 1-2).
Au terme d'une très mauvaise campagne, qui coûte sa place à Franco Navarro, remplacé par l'Argentin Ángel Comizzo, le club finit par être relégué en deuxième division à l'issue de la saison 2016 du championnat. Dix ans après son premier titre de champion de D2 en 2007, le club dispute face au Sport Boys la finale du championnat de deuxième division, match octroyant au vainqueur un accessit en D1. Néanmoins, les Poetas s'inclinent aux tirs au but (1-1ap, 2-4tab). 
En 2018, l'Universidad César Vallejo confie les rênes de l'équipe à l'ancien international péruvien José del Solar, choix qui s'avère payant puisqu'elle retrouve l'élite en s'imposant sur le Carlos A. Mannucci lors de la finale du championnat de D2 2018 (1-1 à l'extérieur et 3-1 à domicile). Après avoir consolidé sa place en D1 en 2019, le club parvient à se qualifier aux tours préliminaires des Copa Libertadores de 2021 et 2022 avec à chaque fois des éliminations prématurées.
José del Solar parti, l'ex-international uruguayen Sebastián Abreu est nommé à la tête du club en 2023. Mais ce dernier ne termine pas la saison puisqu'il est remplacé le 30 août 2023 par Roberto Mosquera.

## Résultats sportifs

### Palmarès
| Compétitions nationales | Compétitions régionales                                                     |
| - Championnat du Pérou de deuxième division (2) : - Champion : 2007 et 2018. - Vice-champion : 2017. - Copa Perú (1) : - Vainqueur : 2003. - Finaliste : 2001. - Torneo del Inca (1) : - Vainqueur : 2015. | - Ligue de la région de La Libertad (3) : - Vainqueur : 2001, 2002 et 2003. |

### Bilan et records
Source consultée : www.dechalaca.com.
| - Saisons au sein du championnat du Pérou : 17 (2004-2005 / 2008-2016 / 2019-). - Saisons au sein du championnat du Pérou D2 : 4 (2006-2007 / 2017-2018). - Plus large victoire obtenue en compétition officielle : - Univ. César Vallejo 8:1 Sport Áncash (championnat 2017). - Plus large défaite concédée en compétition officielle : - Sporting Cristal 7:2 Univ. César Vallejo (championnat 2016). - Sporting Cristal 5:0 Univ. César Vallejo (championnat 2004). | - Copa Libertadores : 4 participations (2013, 2016, 2021 et 2022). - Copa Sudamericana : 5 participations (2010, 2011, 2014, 2023 et 2024). - Plus large victoire obtenue en compétition officielle : - Univ. César Vallejo 3:0 Universitario de Sucre (Copa Sudamericana 2014). - Plus large défaite concédée en compétition officielle : - Botafogo 4:0 Univ. César Vallejo (Copa Sudamericana 2023). |

## Personnalités historiques du club

### Joueurs

#### Grands noms
Source : www.bdfa.com

| - Lee Andonayre (es) - Daniel Chávez - Manuel Corrales - Roberto Demus (en) - Leandro Fleitas (en) | - Juan Francisco Hernández (en) - Salomón Libman - Yorleys Mena - Juan Gustavo Morales (es) - Juan Nakaya (es) | - Carlos Orejuela - Andy Pando - Ronald Quinteros (en) - Pedro Requena Cisneros - Manuel Ugaz (en) |

### Entraîneurs
| - Andrés Esquerre (2001-2003) - Juan Caballero Lora (2004-2005) - Franco Navarro (2005) - Benjamin Navarro (2006) - Andrés Esquerre (2007) | - Roberto Arrelucea (2007-2008) - Mario Viera (2008-2010) - Víctor Rivera (2011-2013) - Franco Navarro (2014-2016) - Ángel Comizzo (2016) | - Francisco Cortés (2017) - José del Solar (2018-2022) - Sebastián Abreu (2023) - Roberto Mosquera (2023-2024) - Guillermo Salas (depuis 2024) |